# Mairé
Mairé ist eine französische Gemeinde mit 174 Einwohnern (Stand: 1. Januar 2022) im Département Vienne in der Region Nouvelle-Aquitaine (vor 2016: Poitou-Charentes); sie gehört zum Arrondissement Châtellerault und zum Kanton Châtellerault-3. Die Einwohner werden Mairéens genannt.

## Lage
Mairé liegt etwa 21 Kilometer ostnordöstlich von Châtellerault. Die Creuse begrenzt die Gemeinde im Osten und Nordosten. Nachbargemeinden von Mairé sind Leugny und La Guerche im Norden, Barrou im Osten und Nordosten, Lésigny im Südosten, Coussay-les-Bois im Süden sowie Oyré im Westen.

## Bevölkerungsentwicklung
| Jahr                       | 1962 | 1968 | 1975 | 1982 | 1990 | 1999 | 2006 | 2018 |
| Einwohner                  | 235  | 212  | 199  | 193  | 174  | 167  | 201  | 164  |
| Quellen: Cassini und INSEE |      |      |      |      |      |      |      |      |

## Sehenswürdigkeiten
- Kirche Saint-Sylvain
- Schloss Rocreuse